# Swirly termination
Swirly termination is een studioalbum van Ozric Tentacles. Het album vermeldde geen enkele gegevens over wie er speelde en waar het is opgenomen. Het album zou de beoogde opvolger moeten zijn van Curious corn, maar de Ozrics leefden in onmin met hun platenlabel Snapper Music. Het album belandde op de planken en de Ozrics brachten op hun eigen nieuwe platenlabel Stretchy Records Waterfall cities uit. Stretchy Records had als Amerikaanse distributeur Phoenix Arsing uitgekozen en die ging al snel failliet. De Ozrics hadden dus in eerste instantie afstand genomen van Swirly termination als zijnde een ongewild product, maar omarmden de uitgifte later wel. De inkomsten via Snapper Music waren welkom.
Een teken aan de wand voor deze uitgave was dat Blim, verantwoordelijk voor de vorige platenhoezen hier het liet afweten. Brian Burrows leverde de prent.

## Muziek
| Nr. | Titel        | Duur  |
| --- | ------------ | ----- |
| 1.  | Steep        | 3:09  |
| 2.  | Space out    | 8:28  |
| 3.  | Pyoing       | 4:29  |
| 4.  | Far dreaming | 5:23  |
| 5.  | Waldorfdub   | 6:10  |
| 6.  | Kick 98      | 6:00  |
| 7.  | Yoy mandala  | 11:52 |